# خلدون نعمان
خلدون هزاع عبده نعمان الرازحي العبسي (17 أبريل 1967م - 19 أغسطس 2024م): عالم آثار يمني بارز، مختص في تاريخ جنوب شبه الجزيرة العربية، وله في مجال النقوش أكثر من 200 نص عربي جنوبي. وتُعَدّ أطروحته "دراسة النقوش العربية الجنوبية من منطقة ذمار" بالإنجليزية، أهم ما كتب.وهو حاصل على جائزة "الاتحاد العام للآثاريين العرب" عام 2022،وعضو مؤسس في فريق المدونة الإلكترونية للنقوش العربية التابع لجامعة بيزا الإيطالية (DASI).عرف "خلدون" في الأوساط العلمية العالمية بفضل عشرين نقشاً مؤرخاً قدمها في عام 2012م، ضبطت التاريخ السبئي بشكل مذهل.
حصل خلدون نعمان على الدكتوراه في اللغات السامية من قسم الدراسات الشرقية والعالم القديم من جامعة بيزا الإيطالية تحت إشراف البروفيسورة الإيطالية (أليساندرا أفانزيني). وكان يعمل أستاذاً في قسم اللغات السامية والآثار في جامعة ذمار، وله العديد من المؤلفات والبحوث العلمية المنشورة بالمجلات العلمية المحكمة، والعديد من المشاركات بمؤتمرات علمية. إلى جانب قيامه بالبحث الميداني لتوثيق النقوش والكتابات العربية الجنوبية القديمة في أماكن العثور عليها، وتفريغ النقوش وفق المنهج العلمي.

## الإصدارات العلمية والأبحاث

### بالعربية
- نقش اغتيال الملك وَتَار يُهَأمِن ملك سبأ وذي ريدان ونقوش أخرى: دراسة تحليلية (2024).[6]
- نقوش من مناطق قبيلة مهأنف اليمنية: تحقيق ودراسة (2024).[7]
- وثائق مدونة بخط المسند عن قبيلة بكيل شبام وقبيلة ميتم دراسة لغوية تاريخية (2020).[8]
- تقنية تصريف المياه في السدود اليمنية القديمة- سد أضرعة (جُبارة) نموذجًا (2020).[9]
- مكتشفات أثرية جديدة في اليمن باستعمال التقنيات الحديثة (2019).[10]
- المواقع الأثرية في البلاد الحضارية بين التحديات الراهنة والحلول المقترحة، دراسة حالة في مصر واليمن (2015).
- نقوش جديدة من ذمار (2013).[11]
- مختصر تاريخ اليمن القديم (2007).
- ذمار القرن موقع مدينة ذمار القديمة (2005).[12]
- الأوضاع السياسية والاقتصادية والاجتماعية في عهد الملك شمر يهرعش (2004).[13]

### بالإنجليزية ولغات أخرى
- 2023: Nouvelles inscriptions de Maṣnaʿat Māriya, Arabie.[14]
- 2022: Dhamār epigraphical series. 2, An inscription mentioning the tribe of Ruṣāba and Qarīs under the reign of King ʿAmdān Bayān Yuhaqbiḍ.[15]
- 2021: Des Sabéens dans la corne de l’Afrique (Somalie du Nord) vers le début du VIIe siècle avant l’ère chrétienne.[16]
- 2021: Sabaeans on the Somali coast.[17]
- 2021: New evidence on the cult of ‘Athtar dhū-S1m‘m, the god of the Maytamum tribe, in, Contacts Between South Arabia and the Horn of Africa from Bronze Age to Islam.
- 2012: A Study of south Arabian Inscriptions from the region of Dhamar (Yemen).[1]

## العضويات
- 2020: عضو فريق إنقاذ القطع الأثرية من تحت أنقاض متحف ذمار الإقليمي، الممول من قبل المجموعة الدولية لحماية التراث في مناطق النزاع (Aliph Foundation).
- 2019: عضو فريق إنقاذ القطع الأثرية من تحت أنقاض متحف ذمار الإقليمي، الممول من قبل صندوق كوجلان.
- 2018: عضو فريق إنقاذ القطع األثرية من تحت أنقاض متحف ذمار الإقليمي، الممول من قبل الهيئة العامة للأثار والمتاحف - الجمهورية اليمنية.
- 2009 - حتى الآن: عضو فريق المدونة الإلكترونية للنقوش العربية (DASI).

## المؤتمرات العلمية
- 2015: المؤتمر الدولي الاول المواقع الأثرية والمجموعات المتحفية: القيم والمشاكل والحلول، جامعة القاهرة .
- 2013: Pre-Islamic South Arabia and its Neighbours: New Developments of Research: Proceedings of the 17th Rencontres Sabéennes held in Paris, 6-8 June.
- 2007: مؤتمر الحضارة اليمنية (الملتقى السبئي الدولي)، جامعة عدن.
- 2004: مؤتمر الحضارة اليمنية (الملتقى السبئي الدولي)، جامعة صنعاء.

## إرثه
أعمال خلدون نعمان غير المُنتهية، تقدر بعشرات النقوش، ومئات الأوراق. على سبيل المثال: 
- من أهم أعماله غير المنشورة، مقال بعنوان "نقوش جديدة من حصن كحلان": وهي دراسة - تحت النشر - تتناول نصوص جديدة من ظفار يريم عن العلاقات بين وسط الجزيرة العربية وجنوبيها خلال القرن الخامس الميلادي، وتتحدث عـن معارك خاضتها قوات مملكة سبأ ضد قبائل وسط الجزيرة العربية بسبب قطع الطريق التجاري الخاص بمملكة سبأ، ويشير أحد النصوص إلى حملة على عبدالقيس في مناطق مهمة مثل: "السّيّ" (حالياً سهل ركبة) في عالية نجد، وبئر المحدثة (حالياً: محمية محازة الصيد) وهو موضع إلى شمال "سهل ركبة" على مسافة عشرين كيلاً، وهو أحد الحدود بين نزار وغسان في وقته. بالإضافة إلى عدد كبير من المواضع الجغرافية المهمة بين نجد وعالية نجد.
- ترك خلدون أرشيفاً ضخماً من المسودات، التي تضم مجموعة مهمة من  عشرات النصوص المؤرخة.